# ماچئی اوروئوش
ماچئی اوروئوش (لهستانی: Maciej Orłoś؛ زادهٔ ۱۶ ژوئیه ۱۹۶۰) بازیگر اهل لهستان است.
از فیلم‌ها یا مجموعه‌های تلویزیونی که وی در آن‌ها نقش داشته‌است، می‌توان به ایمان سست، برادر الهی ما، ناپلئون، فهرست شیندلر، طایفه و فرار از سینما لیبرتی اشاره نمود.